# Corunca (gmina)
Corunca – gmina w Rumunii, w okręgu Marusza. Obejmuje miejscowości Bozeni i Corunca. W 2011 roku liczyła 2785 mieszkańców.